# Santa Ana (fleuve)
Pour les articles homonymes, voir Santa Ana.
Le Santa Ana (en anglais : Santa Ana River) est le plus grand fleuve de la Californie du Sud, aux États-Unis. Son bassin versant s'étale sur quatre comtés : le comté de San Bernardino, le comté de Riverside, le comté de Los Angeles et le comté d'Orange.
Le fleuve Santa Ana prend sa source dans les montagnes de San Bernardino et s'écoule vers l'Ouest en contournant le mont Rubidoux avant d'aller se jeter dans l'océan Pacifique.

## Liens externes

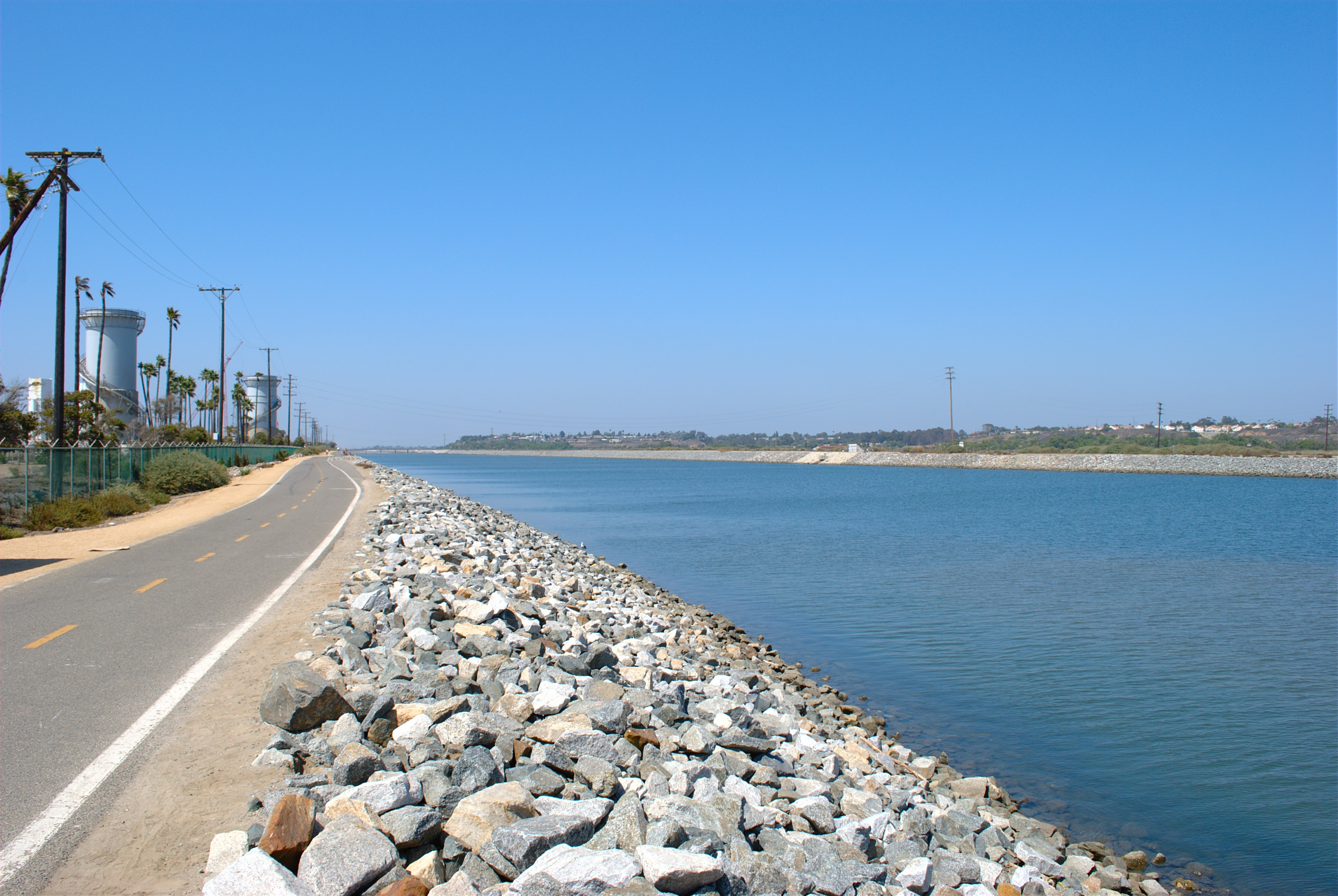
Piste cyclable du fleuve Santa Ana.